# Ryder Cup 1999
Ryder Cup 1999 var den 33:e upplagan av matchspelstävlingen i golf som spelas mellan USA och Europa. 1999 års match spelades den 24 - 26 september på The Country Club i Brookline, Massachusetts, USA. Europa var titelförsvarare efter att år 1997 ha vunnit på Real Club Valderrama i Sotogrande, Spanien.

## Format
Tävlingen bestod av 28 matcher, fördelade på tre dagar (fredag - söndag) enligt följande:
- Dag 1 Fyra foursome-matcher på förmiddagen, följt av fyra fyrboll-matcher på eftermiddagen
- Dag 2 Fyra foursome-matcher på förmiddagen, följt av fyra fyrboll-matcher på eftermiddagen
- Dag 3 Tolv singelmatcher

En vunnen match ger 1 poäng, medan en oavgjord match ger ½ poäng. Laget som först når 14½ poäng har vunnit. Vid oavgjort 14-14 behåller regerande mästarna (Europa) trofén.

## Lagen
De båda lagen använde sig av olika poängsysten för att avgöra vilka 10 spelare som skulle bli direktkvalificerade till laget. Därutöver fick de båda kaptenerna, Ben Crenshaw och Mark James, välja ytterligare två spelare var för att göra lagen kompletta.
| USA Kapten: Ben Crenshaw   |               |
| Namn                       | Världsranking |
| Tiger Woods                | 1             |
| David Duval                | 2             |
| Davis Love III             | 4             |
| Payne Stewart              | 8             |
| Hal Sutton                 | 10            |
| Mark O'Meara               | 11            |
| Justin Leonard             | 12            |
| Phil Mickelson             | 13            |
| Jim Furyk                  | 14            |
| Jeff Maggert               | 16            |
| Tom Lehman (kaptenens val) | 23            |
| Steve Pate (kaptenens val) | 28            |

| Europa Kapten: Mark James       |               |
| Namn                            | Världsranking |
| Colin Montgomerie               | 3             |
| Lee Westwood                    | 5             |
| Darren Clarke                   | 21            |
| José Maria Olazábal             | 24            |
| Sergio García                   | 25            |
| Miguel Angel Jiménez            | 45            |
| Paul Lawrie                     | 48            |
| Padraig Harrington              | 72            |
| Jarmo Sandelin                  | 73            |
| Jean van de Velde               | 90            |
| Jesper Parnevik (kaptenens val) | 15            |
| Andrew Coltart (kaptenens val)  | 66            |

Spelarnas ranking per den 19 september 1999.

## Resultat

### Dag 1
| Foursomes                    | Foursomes | Foursomes | Foursomes | Foursomes                               |
| ---------------------------- | --------- | --------- | --------- | --------------------------------------- |
| Phil Mickelson David Duval   |           |           | 3 & 2     | Colin Montgomerie Paul Lawrie           |
| Tom Lehman Tiger Woods       |           |           | 2 & 1     | Sergio García Jesper Parnevik           |
| Davis Love III Payne Stewart |           | lika      |           | Miguel Angel Jiménez Padraig Harrington |
| Jeff Maggert Hal Sutton      | 3 & 2     |           |           | Darren Clarke Lee Westwood              |

| Fyrbollar                     | Fyrbollar | Fyrbollar | Fyrbollar | Fyrbollar                                |
| ----------------------------- | --------- | --------- | --------- | ---------------------------------------- |
| Davis Love III Justin Leonard |           | lika      |           | Colin Montgomerie Paul Lawrie            |
| Phil Mickelson Jim Furyk      |           |           | 1 upp     | Sergio García Jesper Parnevik            |
| Jeff Maggert Hal Sutton       |           |           | 2 & 1     | José Maria Olazábal Miguel Angel Jiménez |
| David Duval Tiger Woods       |           |           | 1 upp     | Darren Clarke Lee Westwood               |

| Efter första dagen: | \| USA \| 2 \| 6 \| Europa \| |   |        |
| USA                 | 2                             | 6 | Europa |

### Dag 2
| Foursomes                    | Foursomes | Foursomes | Foursomes | Foursomes                               |
| ---------------------------- | --------- | --------- | --------- | --------------------------------------- |
| Hal Sutton Jeff Maggert      | 2 upp     |           |           | Colin Montgomerie Paul Lawrie           |
| Jim Furyk Mark O'Meara       |           |           | 3 & 2     | Darren Clarke Lee Westwood              |
| Tiger Woods Steve Pate       | 2 upp     |           |           | Miguel Angel Jiménez Padraig Harrington |
| Payne Stewart Justin Leonard |           |           | 3 & 2     | Jesper Parnevik Sergio García           |

| Fyrbollar                  | Fyrbollar | Fyrbollar | Fyrbollar | Fyrbollar                                |
| -------------------------- | --------- | --------- | --------- | ---------------------------------------- |
| Phil Mickelson Tom Lehman  | 2 & 1     |           |           | Darren Clarke Lee Westwood               |
| Davis Love III David Duval |           | lika      |           | Jesper Parnevik Sergio García            |
| Justin Leonard Hal Sutton  |           | lika      |           | Miguel Angel Jiménez José Maria Olazábal |
| Steve Pate Tiger Woods     |           |           | 2 & 1     | Colin Montgomerie Paul Lawrie            |

| Efter andra dagen: | \| USA \| 6 \| 10 \| Europa \| |    |        |
| USA                | 6                              | 10 | Europa |

### Dag 3
| Singlar        | Singlar | Singlar | Singlar | Singlar              |
| -------------- | ------- | ------- | ------- | -------------------- |
| Tom Lehman     | 3 & 2   |         |         | Lee Westwood         |
| Hal Sutton     | 4 & 2   |         |         | Darren Clarke        |
| Phil Mickelson | 5 & 3   |         |         | Jarmo Sandelin       |
| Davis Love III | 6 & 5   |         |         | Jean van de Velde    |
| Tiger Woods    | 3 & 2   |         |         | Andrew Coltart       |
| David Duval    | 5 & 4   |         |         | Jesper Parnevik      |
| Mark O'Meara   |         |         | 1 upp   | Padraig Harrington   |
| Steve Pate     | 2 & 1   |         |         | Miguel Angel Jiménez |
| Justin Leonard |         | lika    |         | José Maria Olazábal  |
| Payne Stewart  |         |         | 1 upp   | Colin Montgomerie    |
| Jim Furyk      | 4 & 3   |         |         | Sergio García        |
| Jeff Maggert   |         |         | 4 & 3   | Paul Lawrie          |

| Slutställning: | \| USA \| 14½ \| 13½ \| Europa \| |     |        |
| USA            | 14½                               | 13½ | Europa |

USA vände ett underläge med 6-10 inför den sista dagens spel, till vinst med 14½ - 13½. Det är det största underläge i Ryder Cup-historien som vänts under sista dagens spel. Spelarna från USA blev dock kritiserade för att ha sprungit in på greenen efter att Justin Leonard satt en lång putt för att dela matchen mot José Maria Olazábal, detta eftersom Olazábal ännu inte puttat.